# Dierentuinrichtlijn
De  Dierentuinrichtlijn is de korte benaming voor richtlijn nr. 1999/22/EG van de Raad van de Europese Unie van 29 maart 1999 betreffende het houden van wilde dieren in dierentuinen. 

## Implementatie in Nederland
De richtlijn is in Nederland geïmplementeerd in het Besluit houdende eisen aan het houden, huisvesten, verzorgen en tonen van wilde dieren in dierentuinen, kortweg het Dierentuinenbesluit (vervallen per juli 2014 vanwege nieuwe Wet dieren).
Deze Europese richtlijn en het Nederlandse Dierentuinenbesluit hebben tot doel de bescherming van wilde dieren en de instandhouding van de biodiversiteit. Daartoe dienen de lidstaten de dierentuinen te verplichten om over een dierentuinvergunning te beschikken en vervolgens de dierentuinen regelmatig te inspecteren op naleving van de voorwaarden waaronder de vergunning is afgegeven.